# Gatto soriano
Il gatto soriano prende il  nome dalla Sorìa (Siria), regione dei tessuti striati, come il vello del felino. È la razza impura del comune gatto di casa o gatto europeo. Un altro nome con cui il gatto soriano viene definito è quello di tabby, il quale deriva dalla modifica del latino medioevale attabi, che stava a indicare un'altra regione asiatica, l'Attabiyah, nell'attuale Iraq, dove veniva prodotta una seta striata i cui motivi ricordavano, anche qui, il pelo di tali gatti.

## Aspetto fisico
- Peso: le femmine arrivano ai 3-4 kg in media e i maschi possono raggiungere i 5-7 kg da adulti.
- Carattere: il gatto soriano è in genere molto affettuoso e giocherellone, ma anche indipendente con forte istinto alla caccia; ama le coccole e la vita all'aria aperta.
- In calore: se il gatto è intero (non sterilizzato), quando va in amore può fare chilometri e chilometri alla ricerca di un partner. Durante questo periodo i maschi diventano violenti facendo lotte con altri gatti, mentre le femmine si rotolano per terra emettendo miagolii caratteristici. In generale questo avviene tre  volte l'anno, ogni cucciolata sono 4 o 5 cuccioli.
- Alimentazione: i gatti preferiscono spiluccare e se il cibo è sempre a loro disposizione possono arrivare anche a sedici pasti al giorno.
- Cuccioli: le gatte partoriscono 3 volte all'anno e il numero dei cuccioli varia da 3 a 6 in genere, anche se il record mondiale è di diciannove. In circa due o tre mesi lo svezzamento è completo.
- Pelo: il pelo del gatto soriano è corto e il colore del pelo può essere tigrato o striato, nero grigio o grigio fumo, rosso, bianco o di più colori, ad esempio nero o bianco. In base al colore del pelo varia anche la colorazione dei cuscinetti.

Il soriano è caratterizzato da un manto tigrato, di colorazione varia: in genere esso è di colore grigio con striature nere, ma vi è anche il manto di tonalità grigio-marrone o castano con striature nere o color mogano e infine il manto fulvo, che contraddistingue un particolare tipo di soriano originariamente diffuso in Spagna, le cui tonalità oscillano dal rossiccio al color rame. Ciascun mantello si distingue inoltre per il tipo di striature.
Sono distinguibili striature di tono più scuro e di spessore medio-grande, che conferiscono al pelo un aspetto marmorizzato. Vi sono poi delle striature più sottili, le quali possono essere accompagnate da rosette o svirgolature in tinta: in quest'ultimo tipo di manto, il manto misto, le striature sono in genere presenti sul capo, ai lati degli occhi, sugli arti, sulla coda e sulla schiena dell'animale, mentre le rosette o le svirgolature si trovano sul ventre e sui fianchi. Il gatto soriano si riconosce per una striatura a forma di M sulla fronte. Solo le femmine possono avere il manto di tre colori: bianco, nero e castano-marrone.
Al colore del mantello è anche abbinato il colore degli occhi: con i mantelli grigi o castano-marroni troviamo occhi di tonalità verde tenue, distinti dal contorno nero delle palpebre; con i mantelli fulvi vi sono in genere occhi verde tenue o avana. Il soriano ha in genere una testa di dimensioni medio-grandi, un corpo robusto e forti zampe: simile al gatto selvatico anche per temperamento, ha un carattere indipendente e incline alla caccia ed è a proprio agio se gli è possibile passare senza difficoltà dalla casa allo spazio aperto, alternando i due ambienti a proprio piacimento. Questi gatti sono il massimo della compagnia, ma possono scappare se la porta di casa è aperta.  Il termine “Soriano” 

## Galleria d'immagini

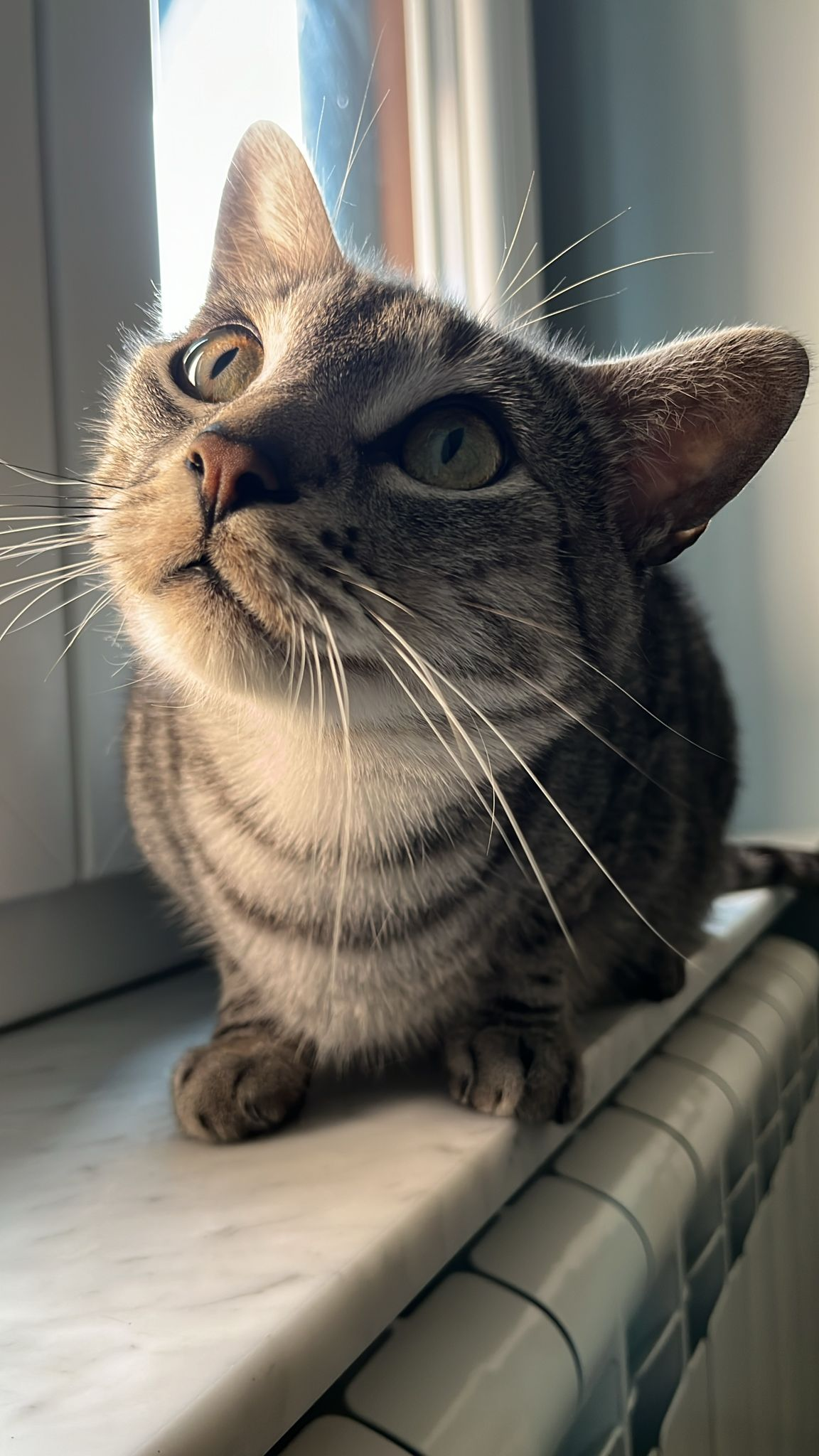
Gatto Soriano grigio

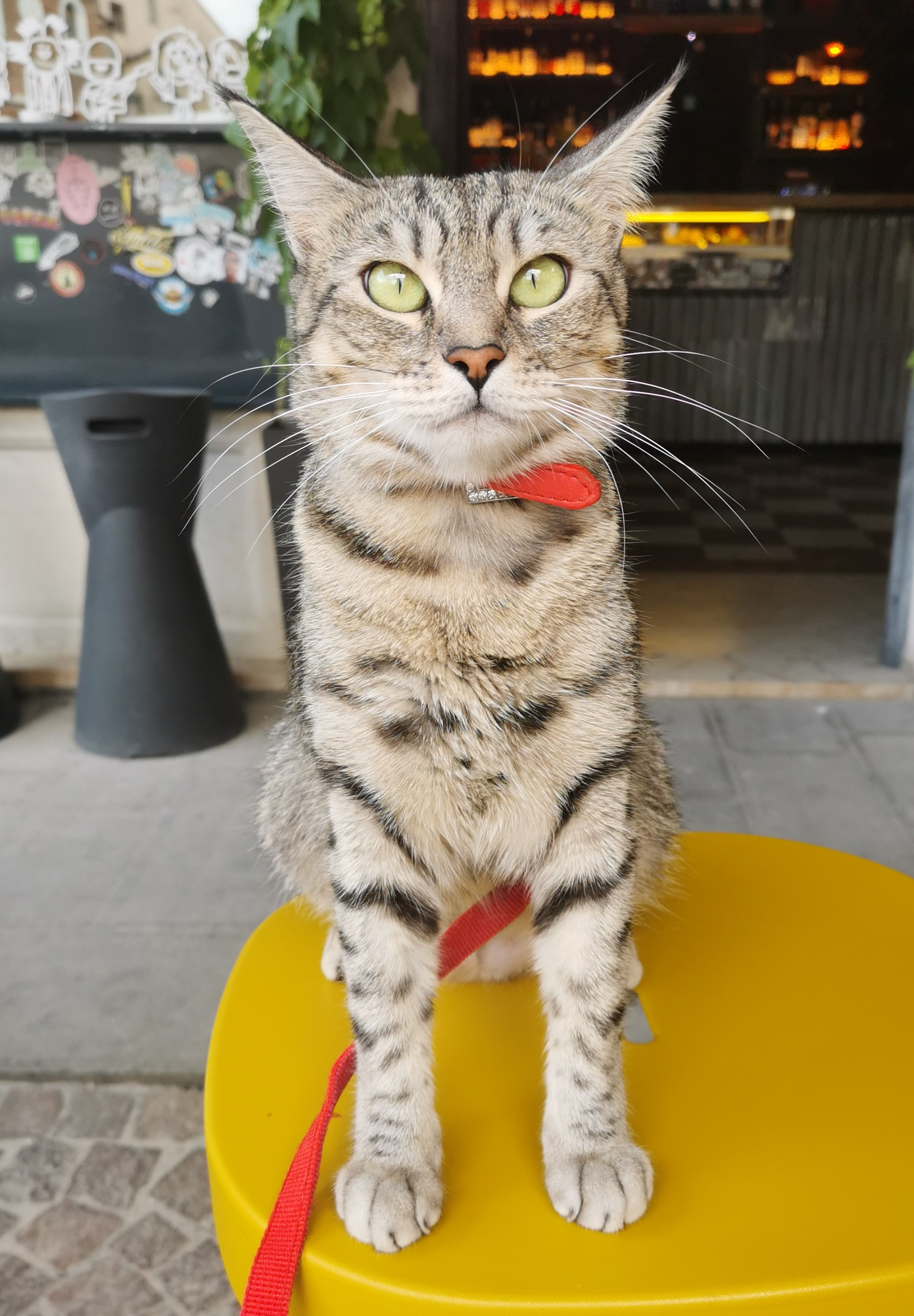
Gatto soriano grigio con macchie
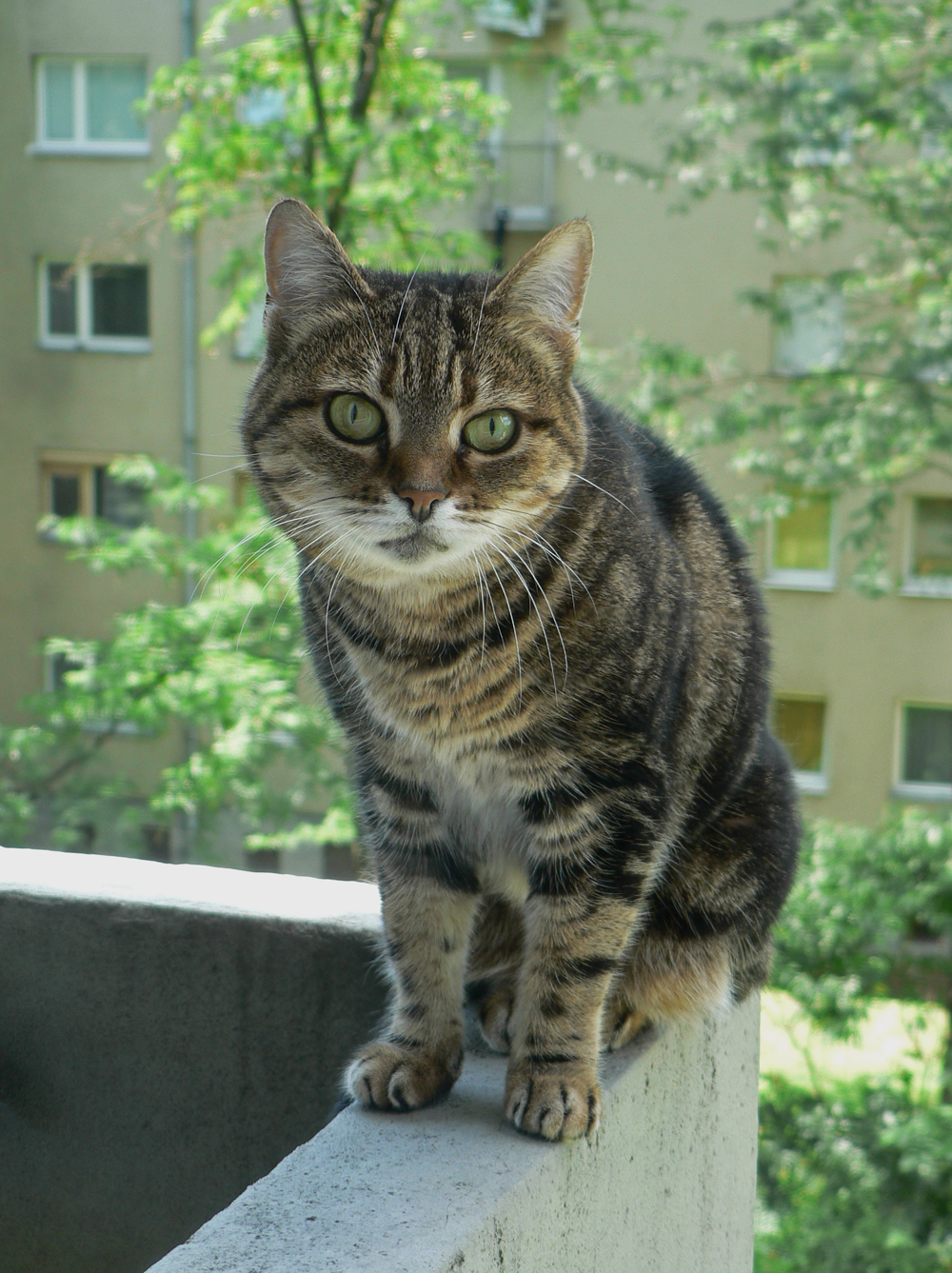
Gatto soriano grigio tigrato
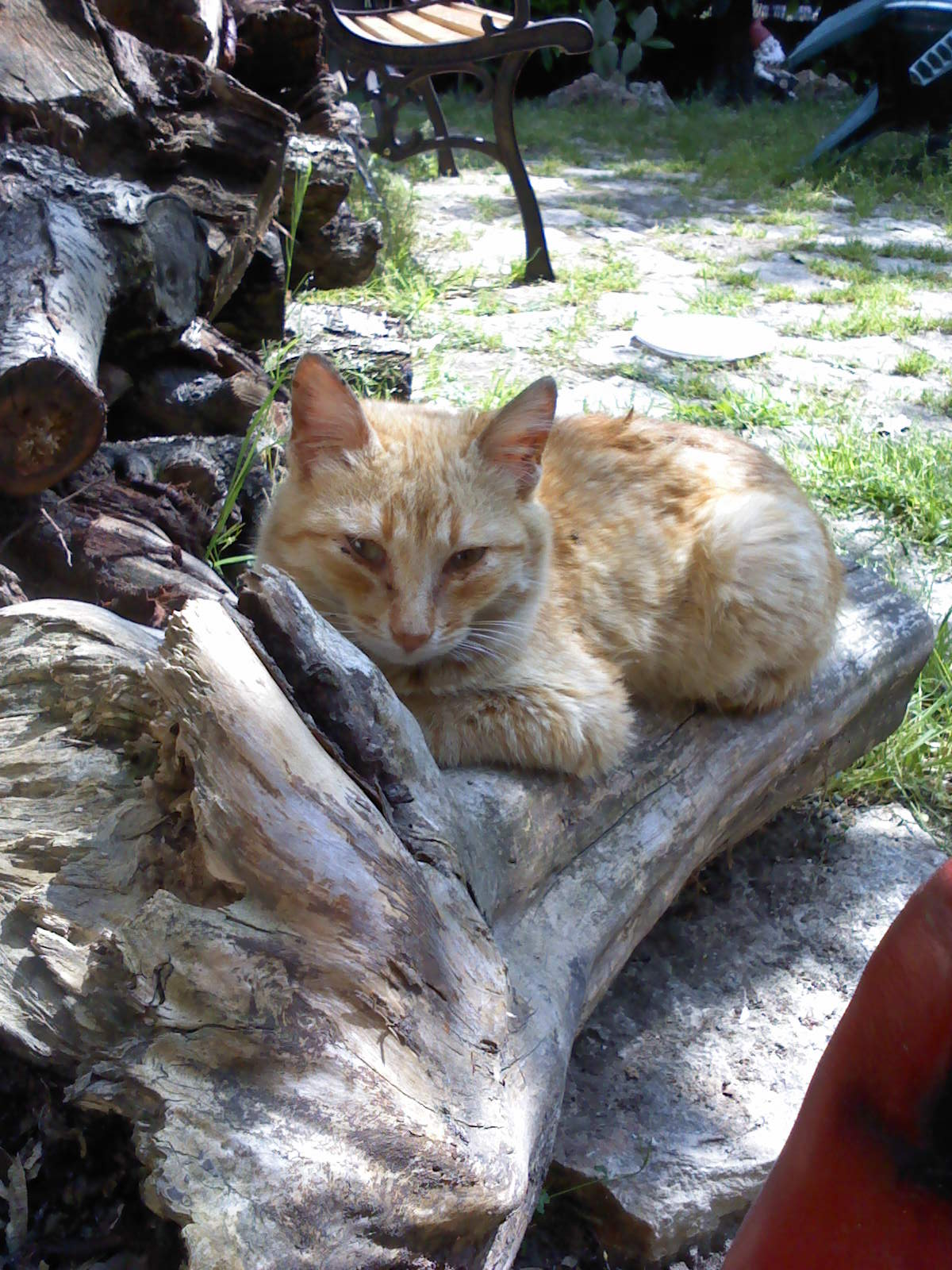
Cucciolo di gatto soriano dal pelo rosso
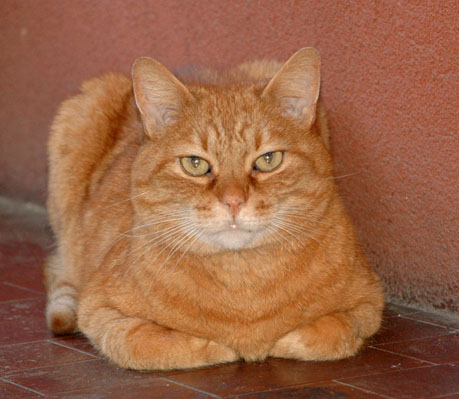
Altro esemplare di gatto soriano
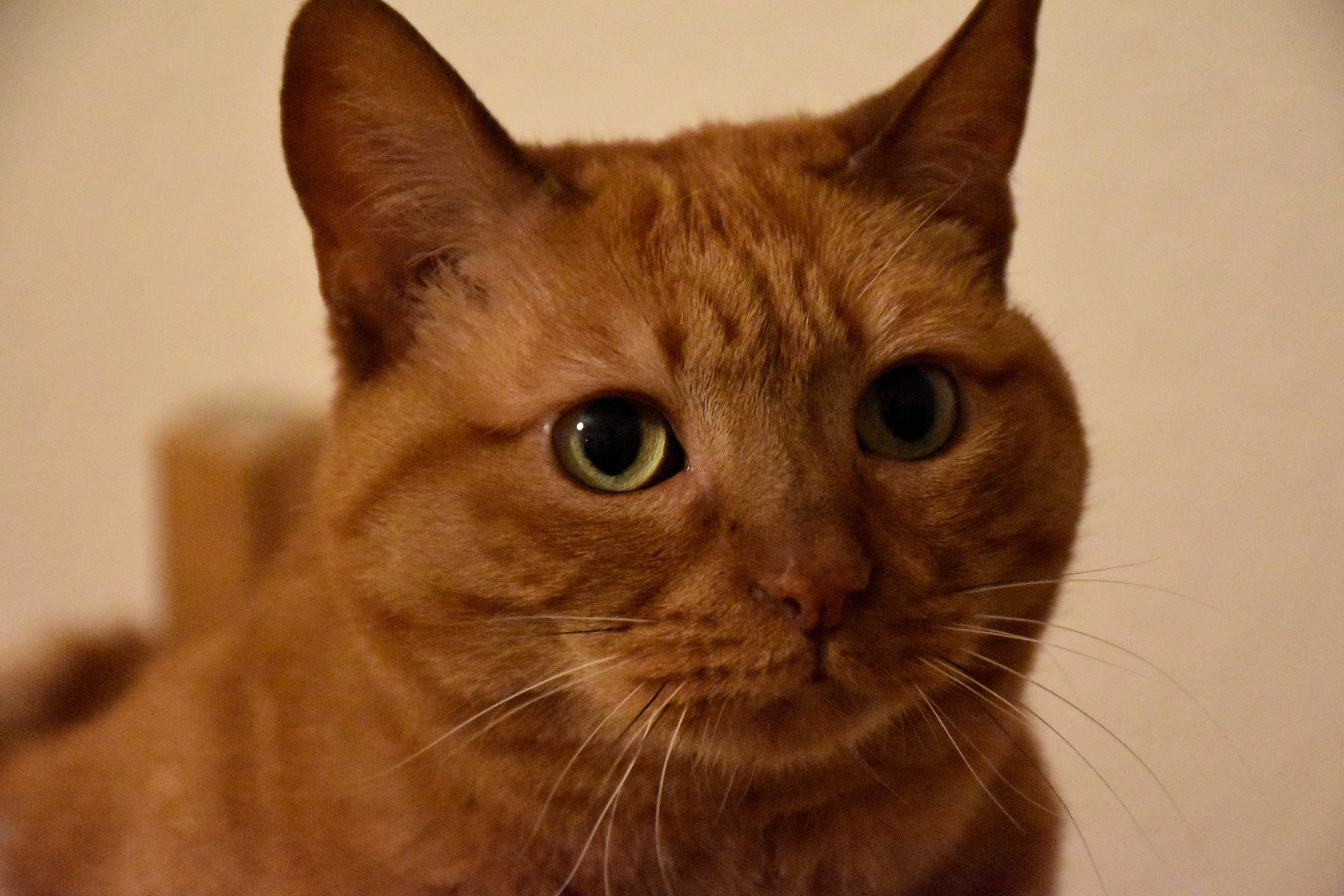
Gatto soriano rosso
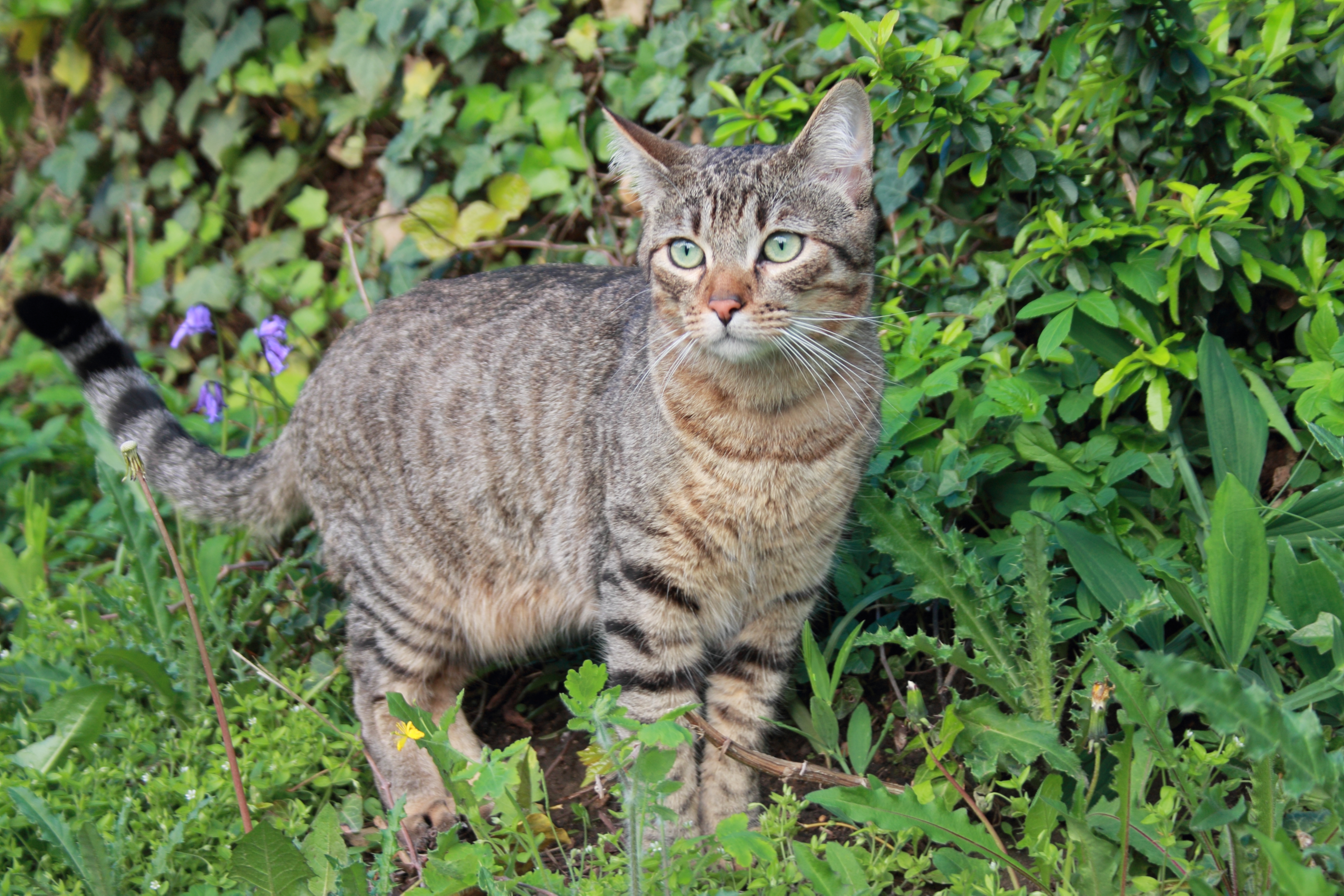
Gatto soriano striato
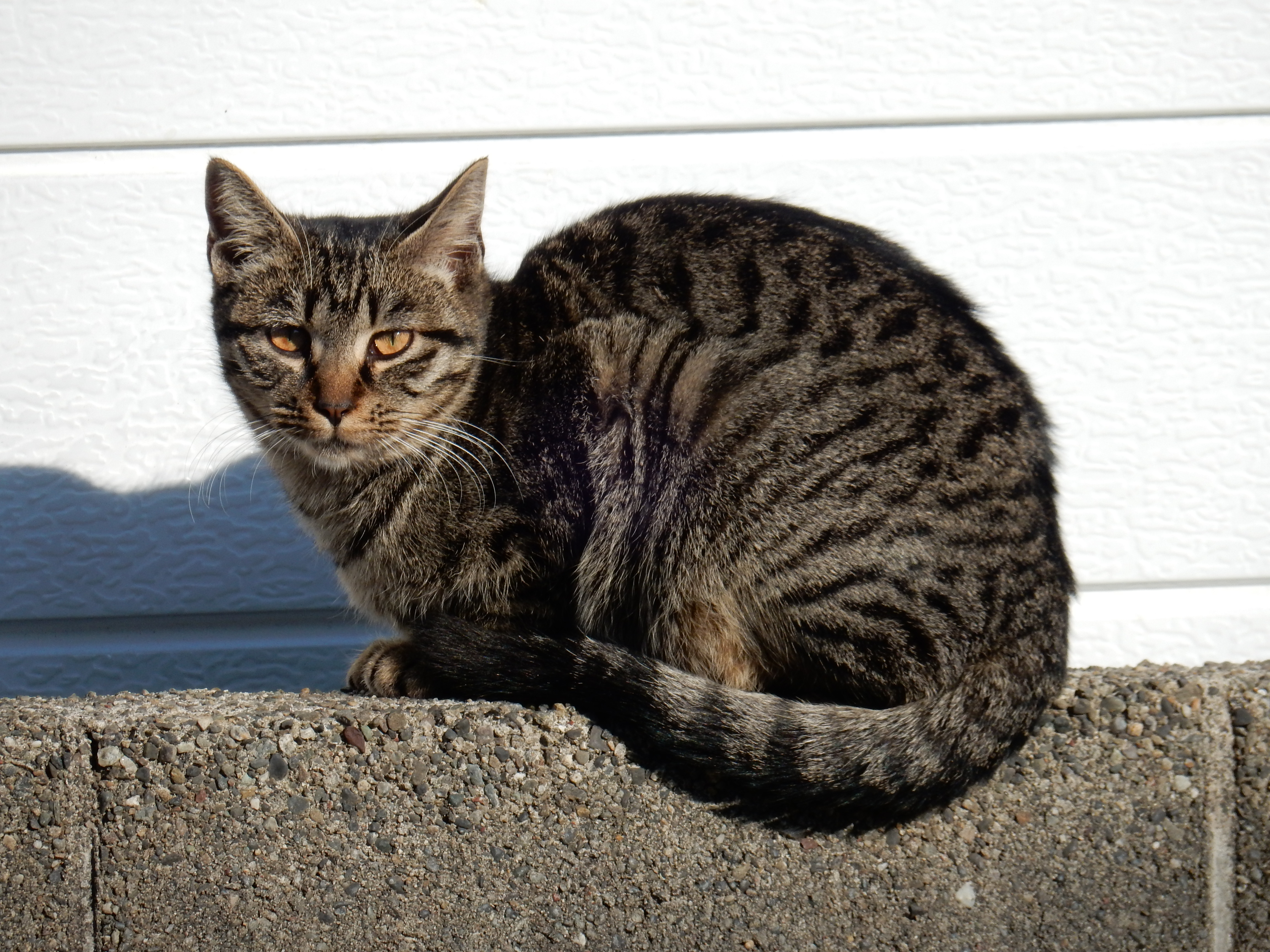
Gatto soriano randagio
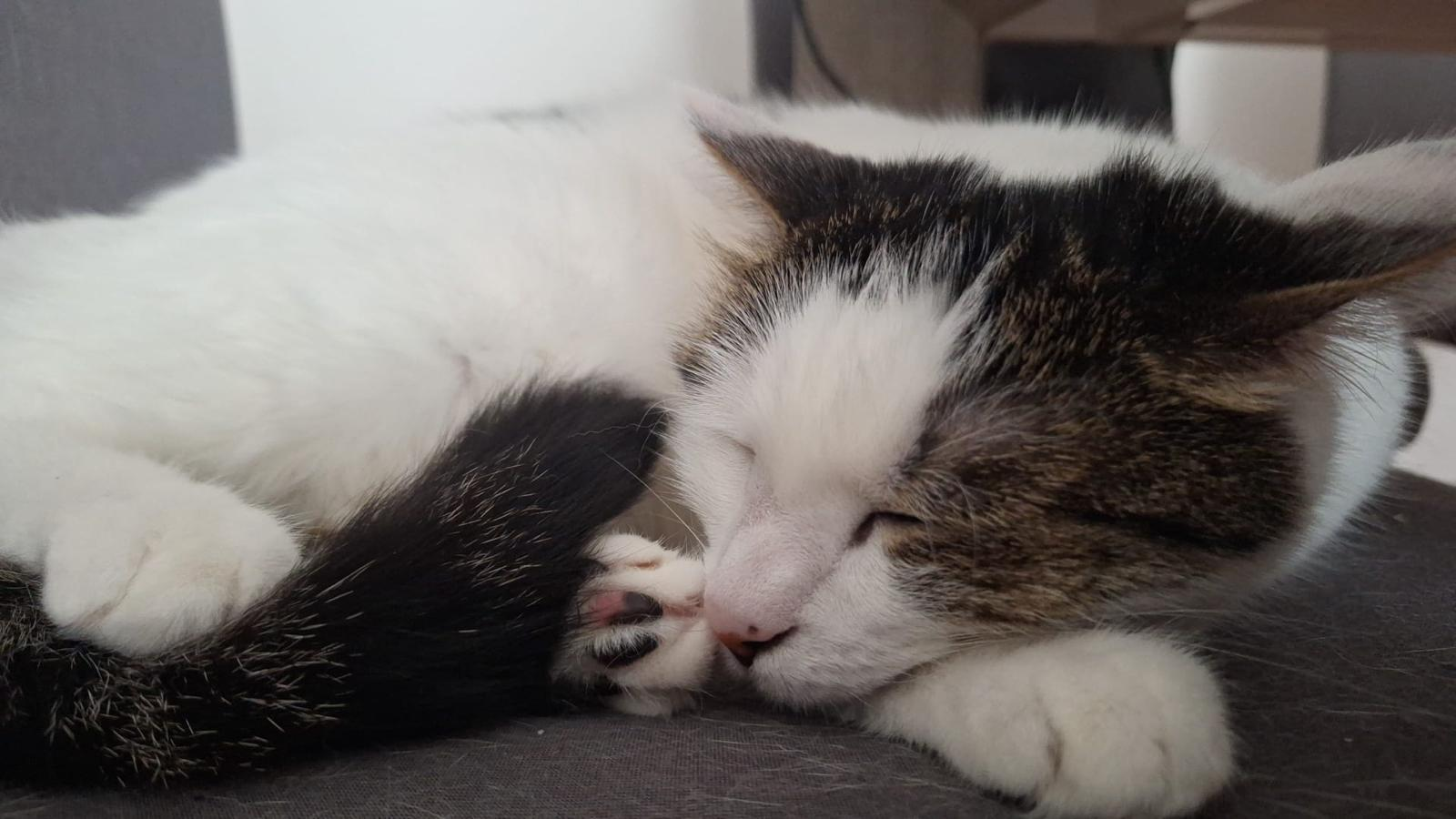
Gatta addormentata
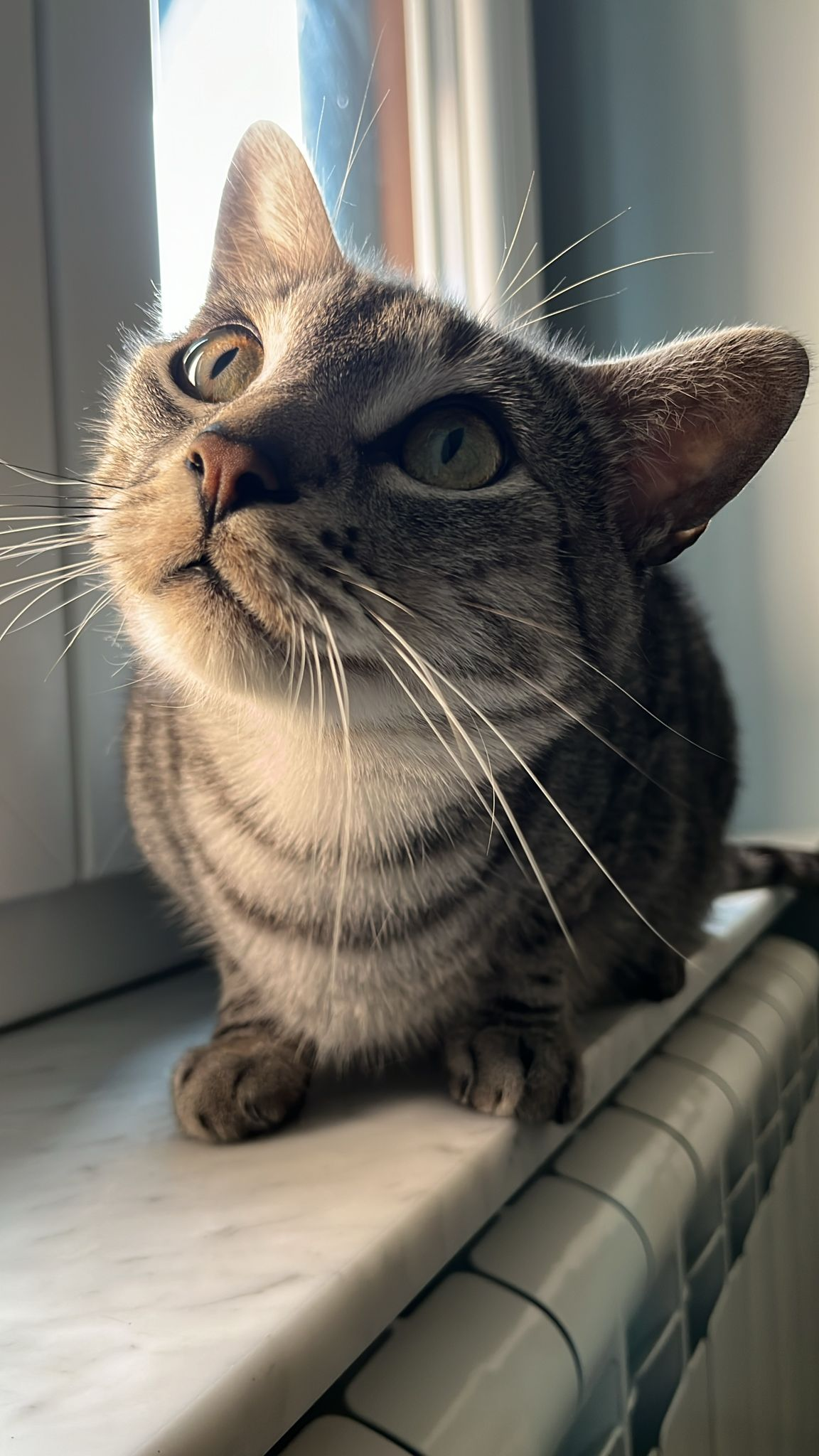
Gatto soriano grigio
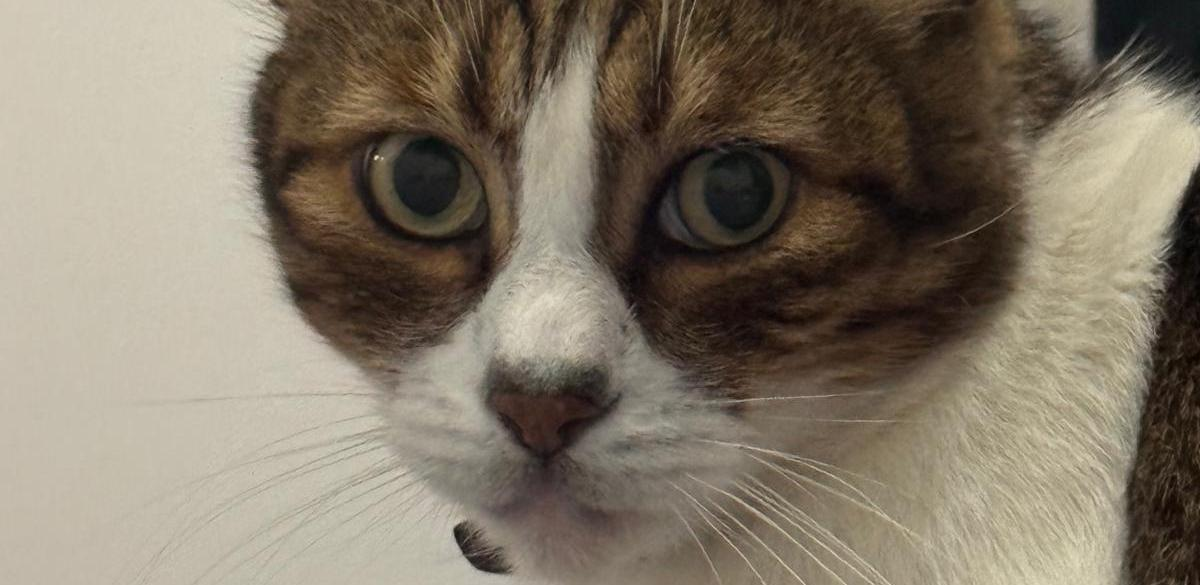
Gatto soriano marrone

## Genetica
Il colore arancione del pelo è dovuta una mutazione a monte del gene Arhgap36, situato sul cromosoma X.
La mutazione spiegherebbe la rarità di questo pelo nelle femmine, che dovrebbero averla nei due cromosomi X.